# Половинкинська сільська громада
Половинкинська сільська об'єднана територіальна громада — колишня об'єднана територіальна громада в Україні, в Старобільському районі Луганської області, з адміністративним центром в селі Половинкине.
Площа громади — 113,05 кв. км, населення — 3 036 (2019 р.).
Утворена 12 квітня 2019 року шляхом об'єднання Половинкинської та Титарівської сільських рад Старобільського району Луганської області.
Відповідно до розпорядження Кабінету Міністрів України № 717-р від 12 червня 2020 року «Про визначення адміністративних центрів та затвердження територій територіальних громад Луганської області», територію та населені пункти громади включено до складу Старобільської міської територіальної громади Старобільського району Луганської області.

## Населені пункти
До складу громади увійшли села Новоселівка, Половинкине і Титарівка Старобільського району.